# Nur (Polonia)
Nur è un comune rurale polacco del distretto di Ostrów Mazowiecka, nel voivodato della Masovia.
Ricopre una superficie di 102,85 km² e nel 2004 contava 3 230 abitanti. È la città che ha dato i natali al cardinale Stefan Wyszyński.